# Джакаріджа Коне
Джакарі́джа Коне́ (фр. Djakaridja Koné, нар. 22 липня 1986, Абіджан) — буркінійський футболіст, півзахисник клубу «Евіан».

## Клубна кар'єра
У дорослому футболі дебютував 2005 року виступами за команду клубу «Хапоель» (Петах-Тіква), в якій провів один сезон, взявши участь лише у 4 матчах чемпіонату.
Згодом з 2006 по 2009 рік грав у складі команд клубів «Хапоель» (Хайфа) та «Хапоель» (Петах-Тіква).
Своєю грою за останню команду привернув увагу представників тренерського штабу клубу «Динамо» (Бухарест), до складу якого приєднався 2009 року. Відіграв за бухарестську команду наступні три сезони своєї ігрової кар'єри. Більшість часу, проведеного у складі бухарестського «Динамо», був основним гравцем команди.
До складу клубу «Евіан» приєднався 2012 року. Наразі встиг відіграти за команду з Гаяра 13 матчів в національному чемпіонаті.

## Виступи за збірну
У 2011 році дебютував в офіційних матчах у складі національної збірної Буркіна-Фасо. Наразі провів у формі головної команди країни 11 матчів, забивши 1 гол.
У складі збірної був учасником Кубка африканських націй 2012 року у Габоні та Екваторіальній Гвінеї, Кубка африканських націй 2013 року у ПАР.

## Титули і досягнення
- Срібний призер Кубка африканських націй: 2013